# 米田雅子
米田 雅子（よねだ まさこ、1956年3月12日- ）は、日本の建設業・農林業・防災・減災・地方公共政策の研究者。国立大学法人宇都宮大学　理事。一般社団法人 防災学術連携体代表幹事。建設トップランナー倶楽部代表幹事。24、25期日本学術会議会員（〜2023/09）。博士（環境学）

## 来歴・人物
1956年、山口県柳井市生まれ。山口県立柳井高等学校、1978年お茶の水女子大学理学部数学科卒業。同年に新日本製鐵（現・日本製鉄）に就職。
1986年から1989年に夫の赴任に伴い英国・米国滞在。1990年から1995年まで建設技術の調査研究会社を設立・運営。1995年に東京大学建築学専攻松村研究室に研究生として入学。1998年に特定非営利活動法人建築技術支援協会設立。2006年から2007年まで東京工業大学統合研究院特任教授。2007年から慶應義塾大学理工学部特任教授。2012年 東京大学より博士（環境）を取得。2016年5月 日本学術会議会員に就任。2021年から東京工業大学環境・社会理工学院特任教授。2023年より宇都宮大学　理事に就任。
地域建設業、農林業、森林再生、防災減災、地方公共政策など幅広い分野で、フィールドワークを重視し、分野横断的な研究に取り組む。2006年建設トップランナーフォーラムを結成。2007年から規制改革会議委員として補助金適正化法の弾力運用、酒税法・森林法の改正に寄与。土木学会論説委員として「ストックにおける冗長性」発表。
2007年建設業の新分野進出支援に関して内閣総理大臣表彰を受賞。2009年3月にJAPICに森林再生事業化研究会（現：森林再生事業化委員会）を立ち上げ、林業改革にも取り組む。
2002年に「建設帰農」、2003年に「林建協働」、2008年に「複業化による地方産業創出」、2010年に「次世代林業システム」「平成検地」、2012年に「インフラの町医者」「異種の道」を提言。2011年から、釜石市・遠野市・大槌町の森林再生・復興住宅に取組む。2013年に「国産材マーク」制度を提案し、「国産材マーク推進会」を発足、同会長に就任。2016年に「森林農地の有効活用と自然地の公有化」を提言。
2011年５月に東日本の総合対応に関する学協会連絡会（３０学会）、この後継組織として2016年1月に防災学術連携体（現63学会）を設立し、事務局長として学際連携を推進。2018年6月に防災学術連携体の代表幹事に就任。2020年10月から2023年9月まで日本学術会議第三部副部長を務めた。
2021年から東京工業大学でE-isolationの開発に参画。

## 受賞
内閣総理大臣から2007年に再チャレンジ支援功労者表彰を受賞。

## その他役職
- 第24、25期日本学術会議会員（〜2023/09）
- 一般社団法人　防災学術連携体（6３学会）代表幹事
- 建設トップランナー倶楽部　代表幹事
- 内閣府　防災推進国民会議　議員
- 内閣府　地域活性化伝道師
- 日本プロジェクト産業協議会　森林再生事業化委員会　特別顧問
- やまぐち産業戦略アドバイザー
- NPO法人建築技術支援協会理事
- 農福連携等応援コンソーシアム　ノウフクアワード審査員

など
主な公職歴
- 内閣府 ：規制改革会議委員、地域活性化伝導師、PFI推進委員会委員
- 内閣官房 ：構造改革特区評価・調査委員等
- 国土交通省 ：健康維持増進住宅研究会委員
- 経済産業省 ：産業構造審議会臨時委員
- 農林水産省・経済産業省 ：農商工連携８８選審査委員長
- 林野庁 ：山村再生プラン選考委員　等
- 沖縄県 ：沖縄建設産業ビジョン策定委員長
- 岩手県 ：上閉伊地域(釜石・遠野・大槌)復興住宅協議会顧問
- 熊本県 ：阿蘇山頂観光復興推進会議委員

## 主な著書
- 「縦割りをこえて日本を元気に」（中央公論新社）
- 「大震災からの復旧ー知られざる地域建設業の闘い」（ぎょうせい）
- 「複業のすすめ」(建通新聞社）
- 「日本は森林国家です」（ぎょうせい）
- 「建設業 残された選択肢」（同友館）
- 「建設業からはじまる地域ビジネス」（ぎょうせい）
- 「日本には建設業が必要です」（建通新聞社）
- 「団塊新現役世代」（ぎょうせい）
- 「建設帰農のすすめ」（中央公論新社）
- 「新分野へ挑戦する建設業」（東洋経済新報社）
- 「田中角栄と国土建設」（中央公論新社）
- 「建設業の新分野進出」（東洋経済新報社）
- 「退職後NPO」 （東洋経済新報社）
- 「建設業 再生へのシナリオ」 （彰国社）
- 「NPO法人をつくろう」（東洋経済新報社）